# Nordic (Schiff, 2011)
Die Nordic ist ein Hochsee-Bergungsschlepper, der im Rahmen des deutschen Notschleppkonzepts auf einer Seeposition bei Helgoland stationiert ist. Das Schiff gilt als der leistungsfähigste Bergungsschlepper in deutschen Gewässern.

## Bau und Indienststellung
Der Bau und die Indienststellung der Nordic sind eine der Folgen der Pallas-Havarie im Jahr 1998. Insbesondere die Schutzgemeinschaft Deutsche Nordsee (SDN) hatte sich neben vielen weiteren Naturschutzverbänden seitdem für einen neuen Notschlepper eingesetzt.
Die Kiellegung der Baunummer 563 erfolgte am 27. Oktober 2009 bei P+S Werften (früher: Peene-Werft) in Wolgast. Die Erprobung auf See wurde zwischen dem 7. und dem 12. Oktober 2010 durchgeführt. In diesem Rahmen erreichte die Nordic bei den Pfahlzugtests im norwegischen Flekkefjord eine Zugkraft von 207 Tonnen (rund 2030 kN). Am 15. November 2010 war das Schiff fertiggestellt. Nachdem die Nordic am 8. Dezember 2010 von Susanne Ramsauer, Gattin von Bundesverkehrsminister Peter Ramsauer, in Hamburg getauft worden war, löste sie zum Jahreswechsel 2010/11 den Hochseeschlepper Oceanic ab, der nach 42 Einsatzjahren außer Dienst gestellt wurde. Die Baukosten der Nordic wurden inoffiziell mit knapp 50 Millionen Euro angegeben.

Die Nordic während eines Revisionsaufenthaltes 2020 im Trockendock in Bremerhaven
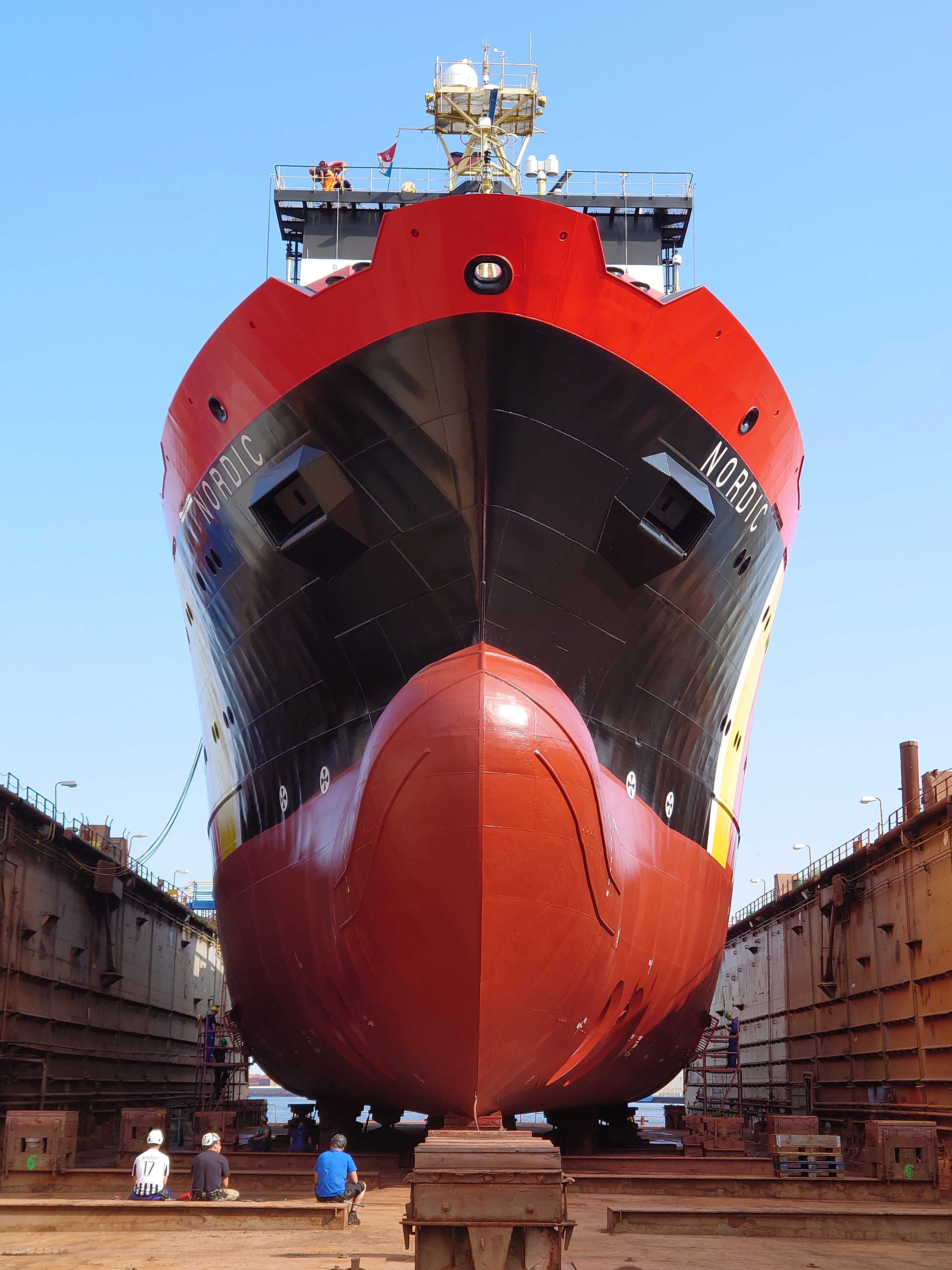
Nordic im Trockendock mit Werftarbeitern zum Größenvergleich
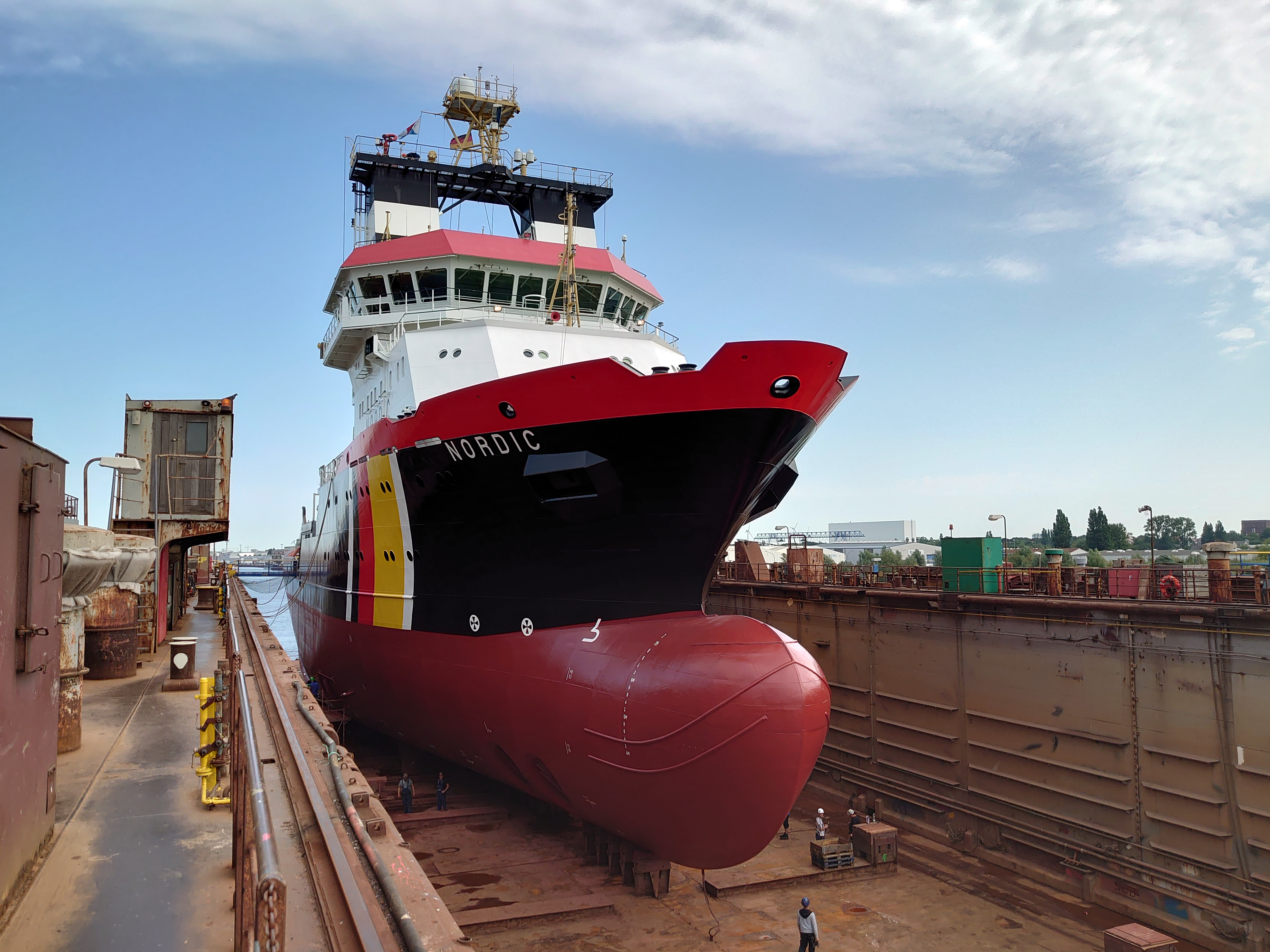
Nordic im Trockendock mit gut sichtbarem Wulstbug
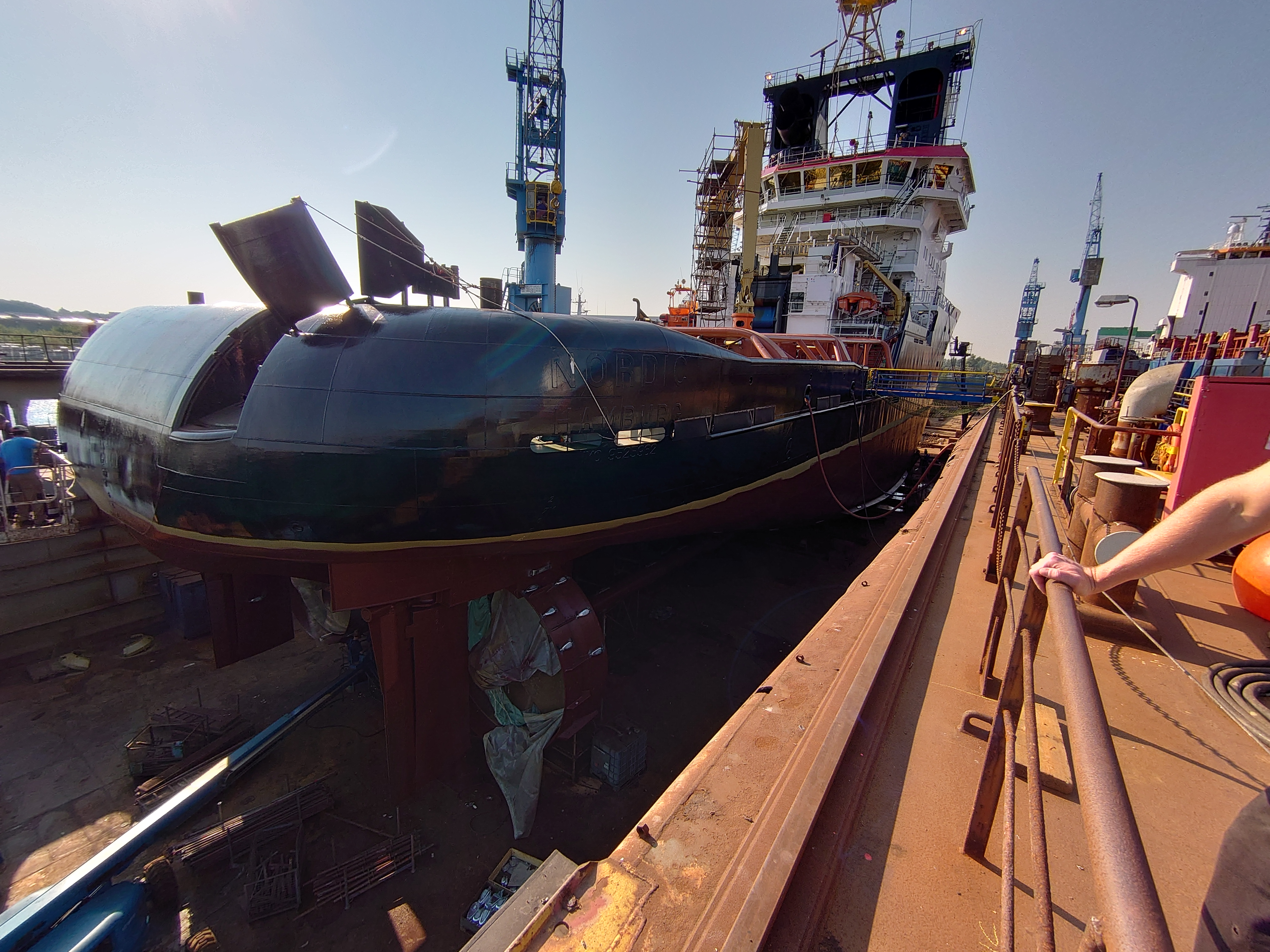
Heckansicht der Nordic im Trockendock. Der weiße Schriftzug Nordic am Heck ist wegen der Lackierarbeiten noch überklebt

## Besatzung
Die Nordic trägt 12 Mann Besatzung, die für den eigentlichen Betrieb des Schiffes notwendig sind. Zusätzlich ist das 4-köpfige Boarding-Team Nordsee dauerhaft auf der Nordic stationiert, das mittels Boot oder mittels eines externen Helikopters auf havarierte Schiffe übersetzen kann, um die Besatzung des havarierten Schiffes bei der ordnungsgemäßen und fachmännischen Befestigung der Schleppseile zu unterstützen. Darüber hinaus können bis zu 10 Schiffsmechaniker-Auszubildende mit einem Ausbildungsoffizier an Bord untergebracht werden.

## Einsatzspektrum
Eigner der Nordic ist die NORTUG Bereederungsgesellschaft, an der die Mitglieder der Arbeitsgemeinschaft Küstenschutz beteiligt sind. Den Betrieb des Schiffes übernimmt die Bugsier-, Reederei- und Bergungsgesellschaft. Der Hochseeschlepper ist bis 2028 für etwa 114 Millionen Euro an das Bundesministerium für Digitales und Verkehr (BMDV) verchartert, das die Nordic im Rahmen des deutschen Notschleppkonzeptes einsetzt. Basishafen der Nordic ist Cuxhaven. Mit einer Höchstgeschwindigkeit von 19,9 Knoten kann sie Havaristen in der Deutschen Bucht innerhalb von wenigen Stunden erreichen.
Um auch in potentiell gefährlicher Umgebung von Havaristen operieren zu können, wurde die Nordic mit Gas- und Explosionsschutz ausgestattet.

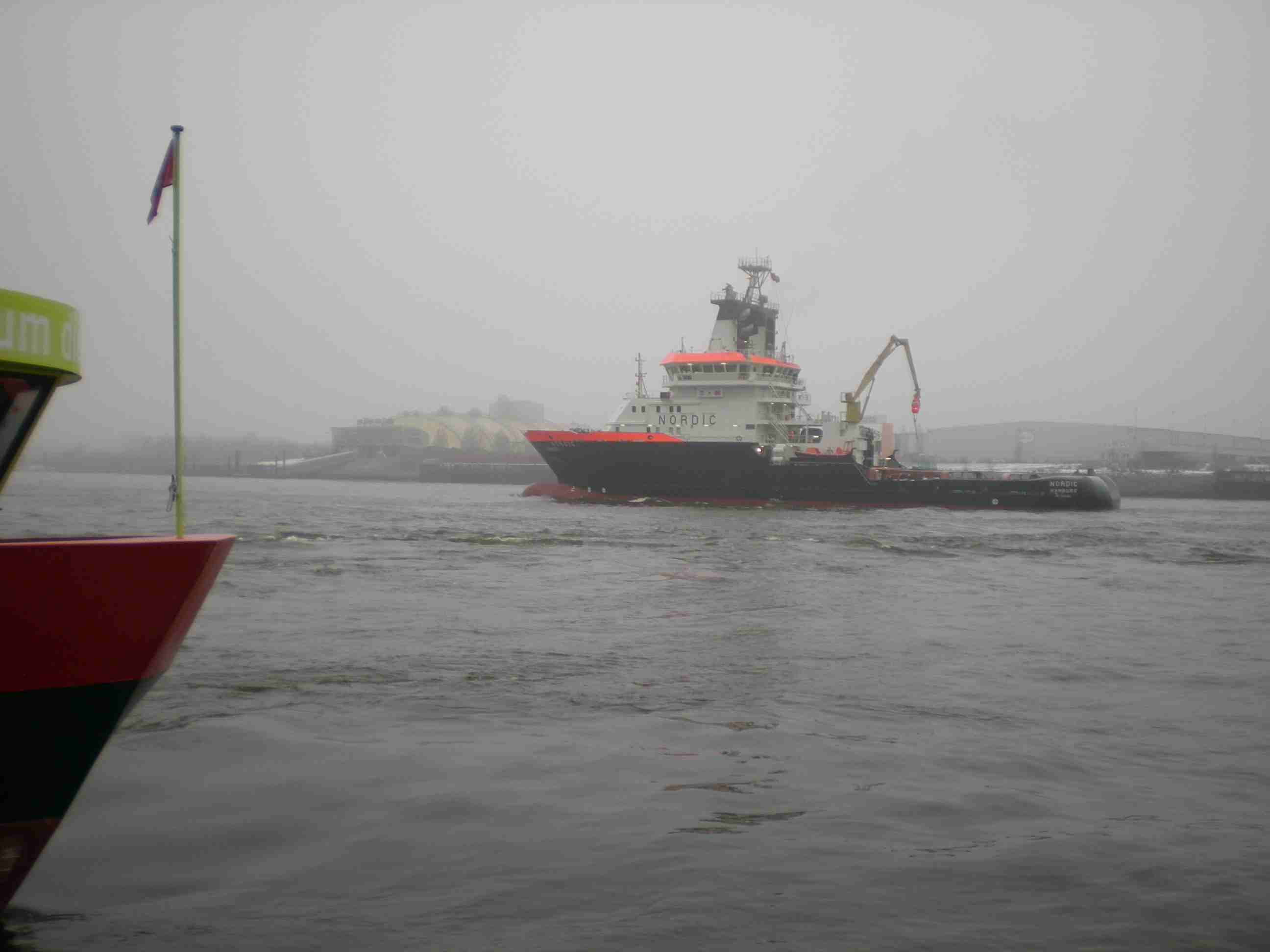
Die Nordic nach der Überführungsfahrt von Wolgast beim Einlaufen in den Hamburger Hafen am 7. Dezember 2010
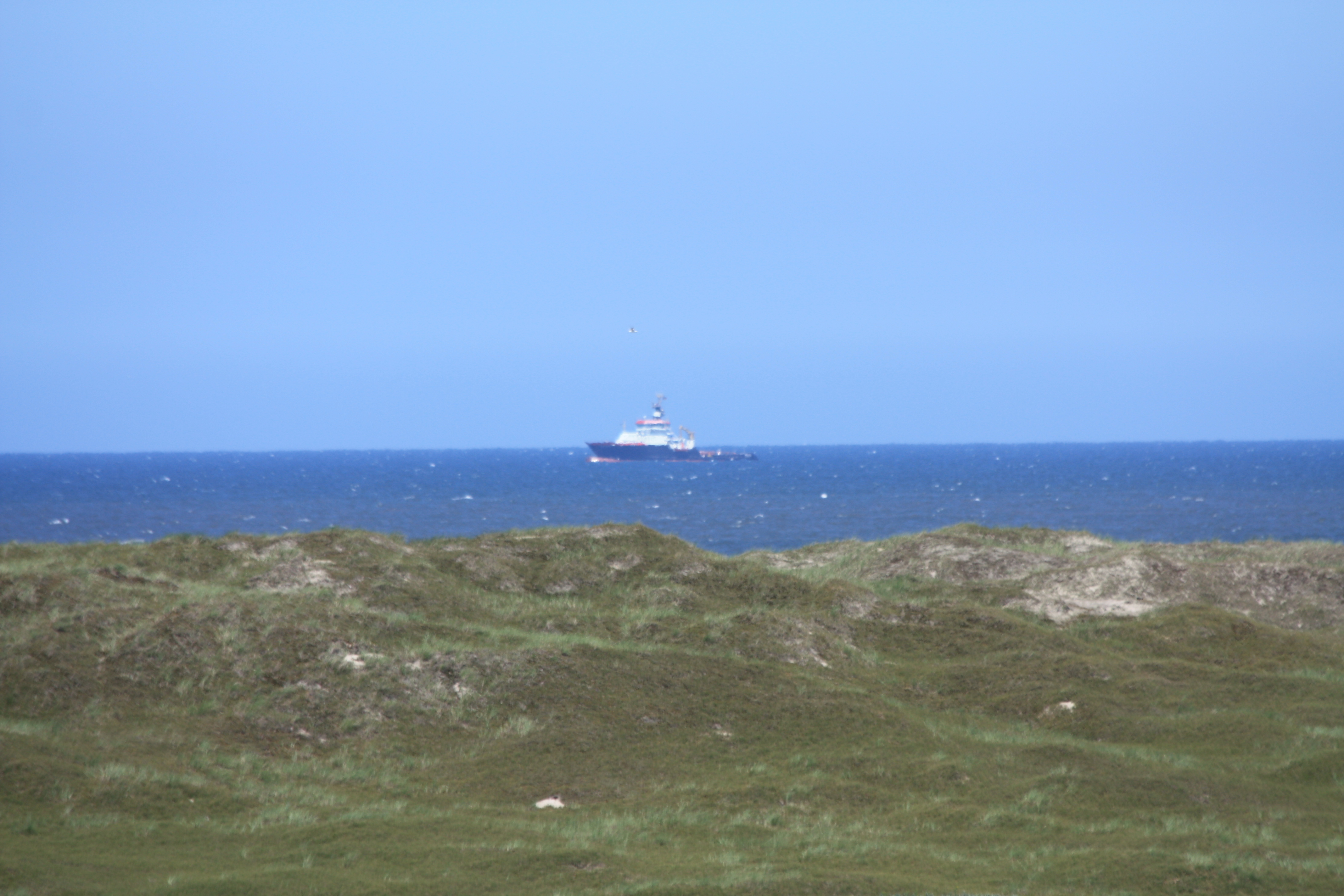
Die Nordic auf Reede vom Norderneyer Leuchtturm aus gesehen

## Technik

### Maschinenanlage und Antrieb
Die Maschinenanlage der Nordic besteht aus den beiden Hauptmotoren des Typs MTU 20V8000M71L GSB (Gasschutzbetrieb), zwei Hilfsmotoren (MTU 12V4000) zum Antrieb der beiden Hauptgeneratoren und einem weiteren Dieselmotor von MAN, der den Notgenerator antreibt.
Bei den Hauptmotoren handelt es sich um 20-Zylinder-V-Motoren, die mit Common-Rail-Einspritzung und jeweils vier wassergekühlten Turboladern ausgerüstet sind. Sie haben einen Hubraum von knapp 350 Litern und gehören mit einer Hubraumleistung von rund 24,5 kW/Liter bei einem Ladedruck von 4,1 bar zu den leistungsfähigsten Marine-Dieselmotoren. Der Antrieb der Nordic erfolgt dieselmechanisch über Flender-Reduktionsgetriebe und Wellenanlage auf zwei in festen Kortdüsen laufende Verstellpropeller des Herstellers Berg Propulsion.
Die Nordic verfügt über zwei hydraulische Rudermaschinen sowie über zwei Bugstrahl- und ein Heckstrahlruder.
Die Nordic ist für den Betrieb in explosionsfähiger oder gesundheitsgefährdender Atmosphäre vorbereitet, wie sie beispielsweise nach einer Havarie von Tankern oder Frachtschiffen mit gefährlichen Gütern wie beispielsweise Chemikalien oder bei Bränden auf Schiffen auftreten können. Eine Seewasserkühlung der Abgasanlage reduziert in einem solchen Fall die Abgastemperatur auf Werte unter 135 °C, wodurch sich die Motorleistung auf etwa 4.000 kW reduziert. Flammsperren verhindern, dass die Außenluft durch die Motoren entzündet werden kann. Darüber hinaus werden die Motoren beim Ansaugen von zündfähigen Gasen so überwacht und geregelt, dass ein Überdrehen verhindert und die Motorleistung in Abhängigkeit von der Temperatur in den Ansaugschächten reduziert wird.

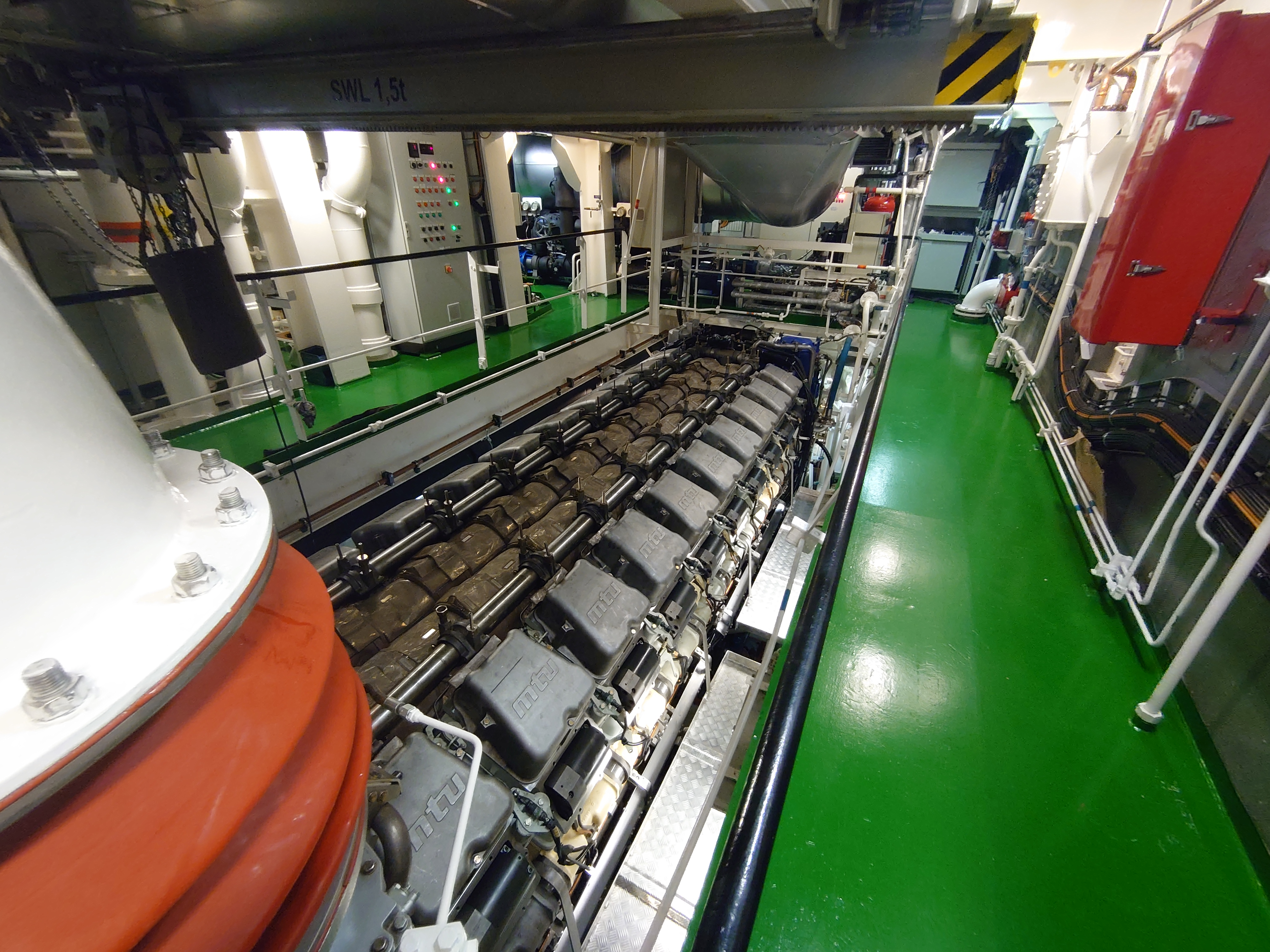
Einer der beiden Hauptmotoren MTU 20V8000M71L GSB (Gasschutzbetrieb) der Nordic
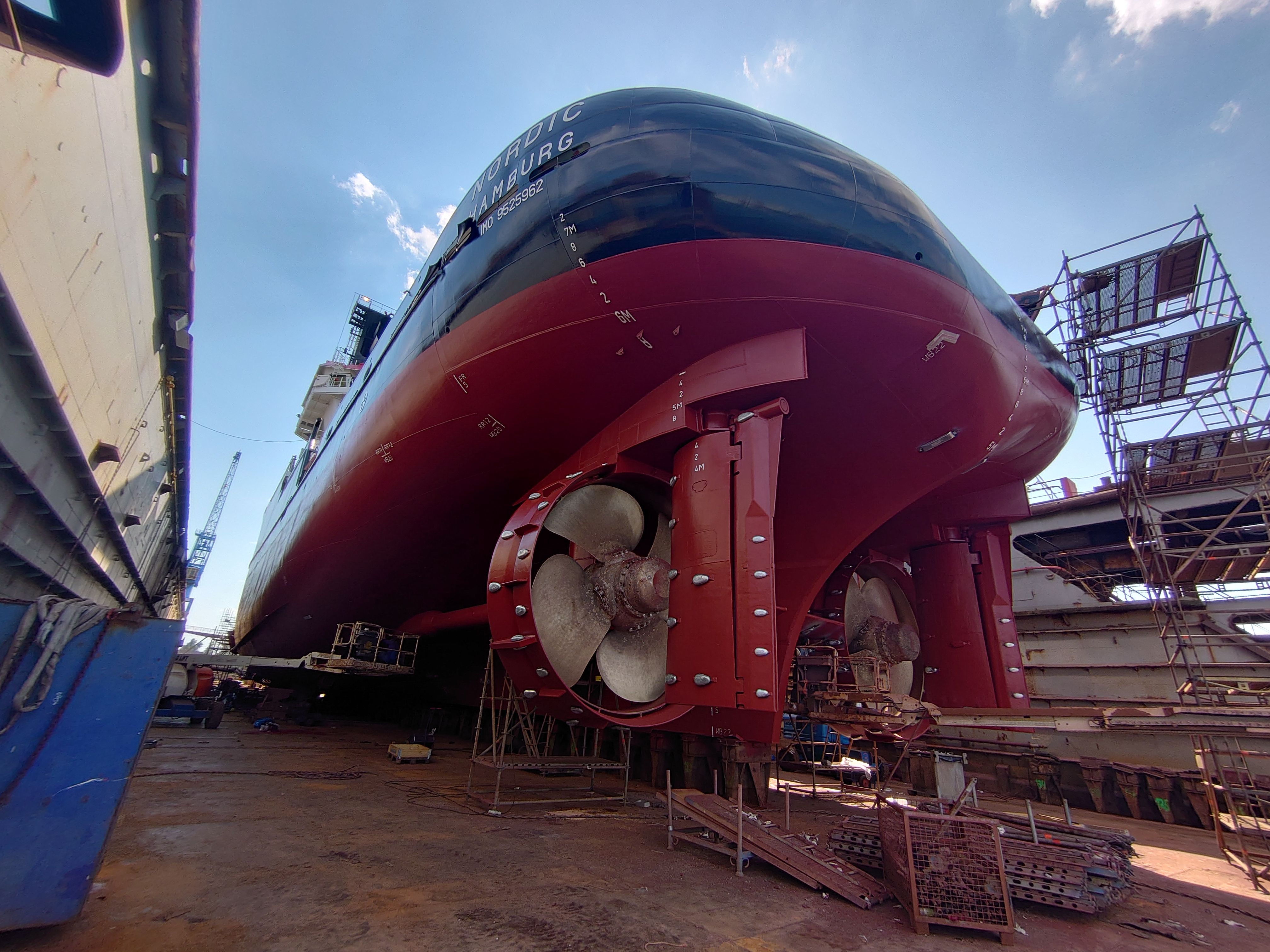
Unterwasserschiff der Nordic mit Propellern in Kortdüse und mit Rudern
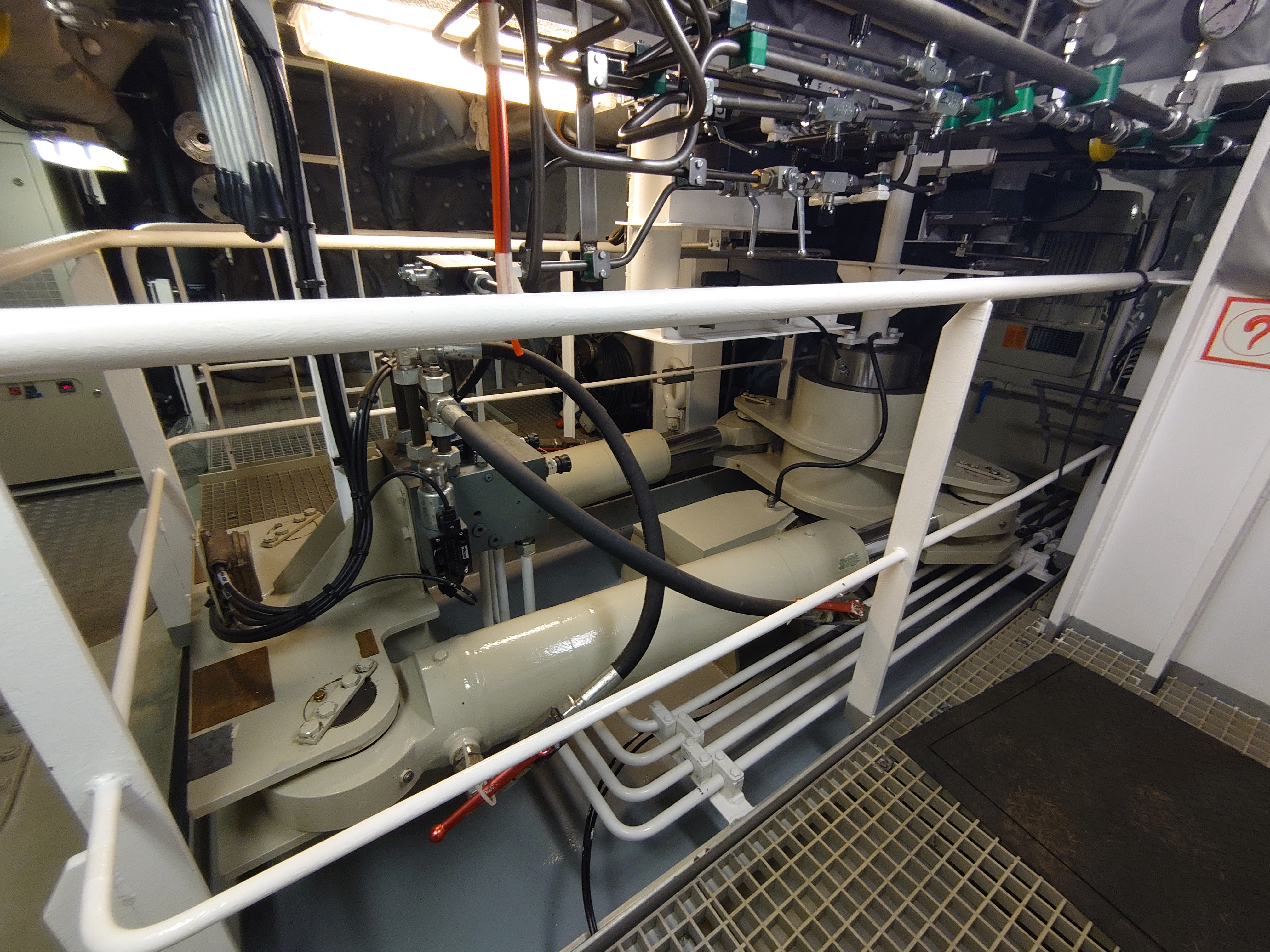
Eine der beiden hydraulischen Rudermaschinen der Nordic
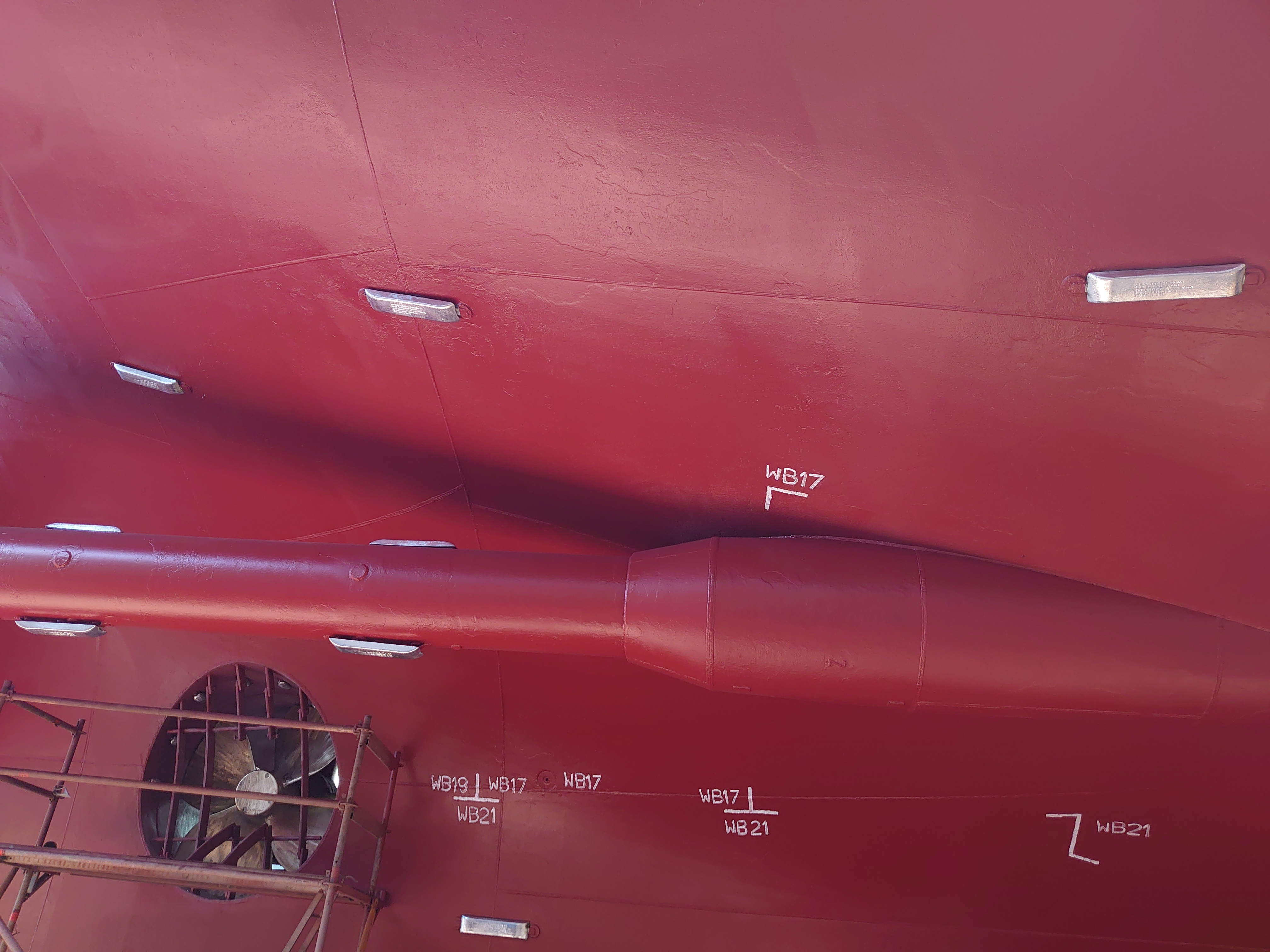
Heckstrahlruder der Nordic

### Außenluftunabhängige Atemluftversorgung
Der komplette Aufbau und der Maschinenraum der Nordic kann für den Betrieb des Schiffes in gefährlicher Außenatmosphäre gasdicht verschlossen werden. Dieser gasdicht abschließbare Bereich des Schiffes wird in Anlehnung an den zentralen und stark gepanzerten Teil eines Schlachtschiffes, der die wichtigsten technischen Anlagen und Bereiche des Schiffes schützt, auch als Zitadelle bezeichnet. Innerhalb der Zitadelle kann ein Überdruck von etwa 2 bis 4 mbar erzeugt werden, so dass sichergestellt ist, dass die gefährliche Außenatmosphäre durch eventuell vorhandene geringfügige Leckagen nicht in das Innere des Schiffes eindringen kann. In diesem Zustand können die verschiedenen abgeschlossenen Druckbereiche des Schiffes nur noch durch insgesamt drei vorhandene Luftschleusen verlassen und betreten werden. Die vom Hersteller Dräger installierte Atemluftanlage zur Erzeugung und Speicherung der Atemluft besteht aus zwei Atemluft-Hochdruckverdichtern des Herstellers Bauer Kompressoren und aus insgesamt 108 Hochdruckspeicherflaschen mit je 50 Liter geometrischem Inhalt. Bei einem Speicherdruck von etwa 300 bar können darin etwa 1.600 Normkubikmeter Atemluft gespeichert werden. Über ein verzweigtes Rohrleitungsnetz kann im Einsatzfall die Atemluft in alle Bereiche der Zitadelle verteilt werden. Die Steuerung der Verteilung der Atemluft erfolgt über eine Bedientafel auf der Kommandobrücke.
Stand 2015 ist die Nordic der weltweit einzige zivile Schlepper mit einer außenluftunabhängigen Atemluftversorgung.

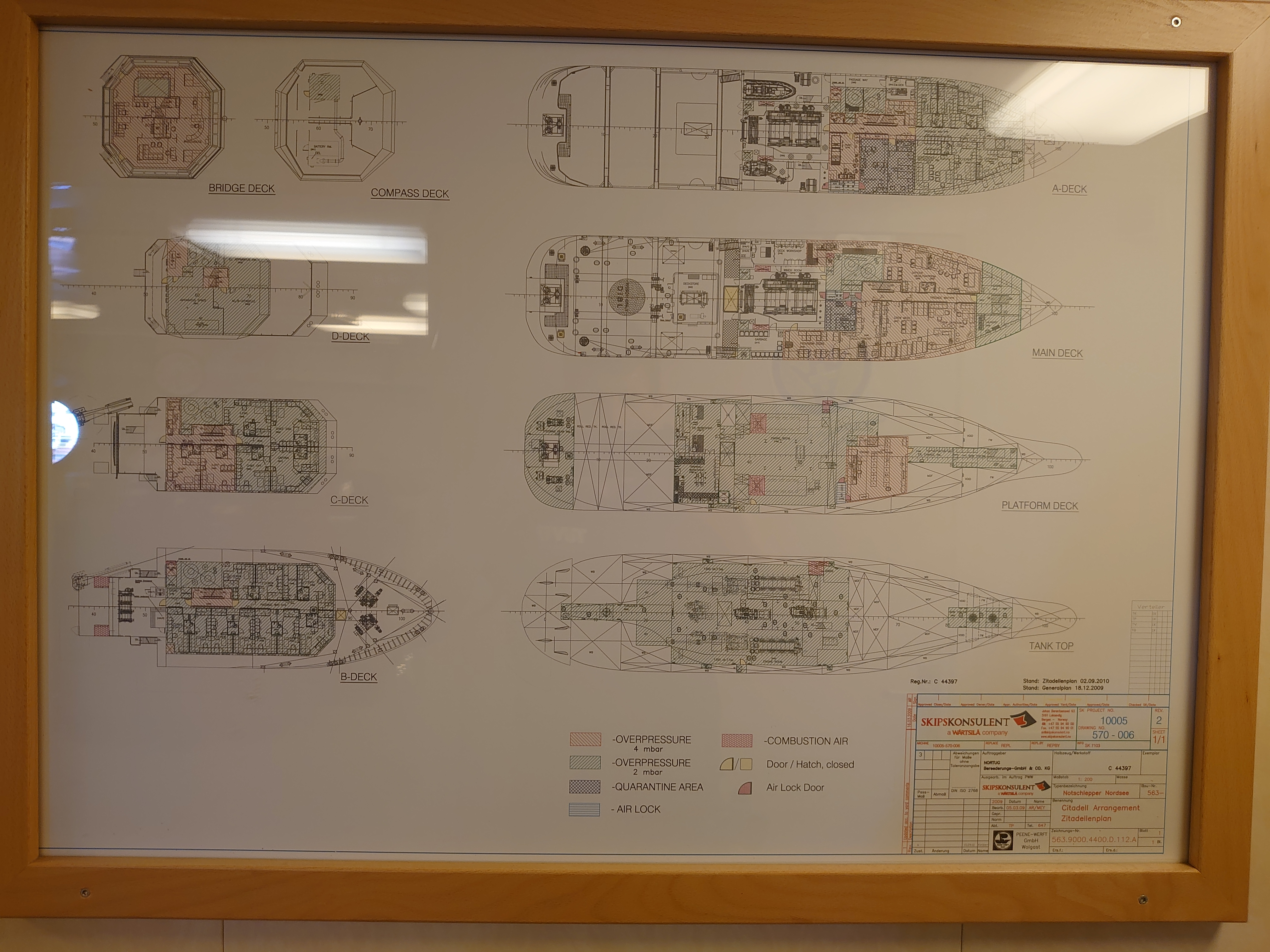
Zitadellenplan der Nordic mit eingezeichneten Luftschleusen und den verschiedenen Druckbereichen
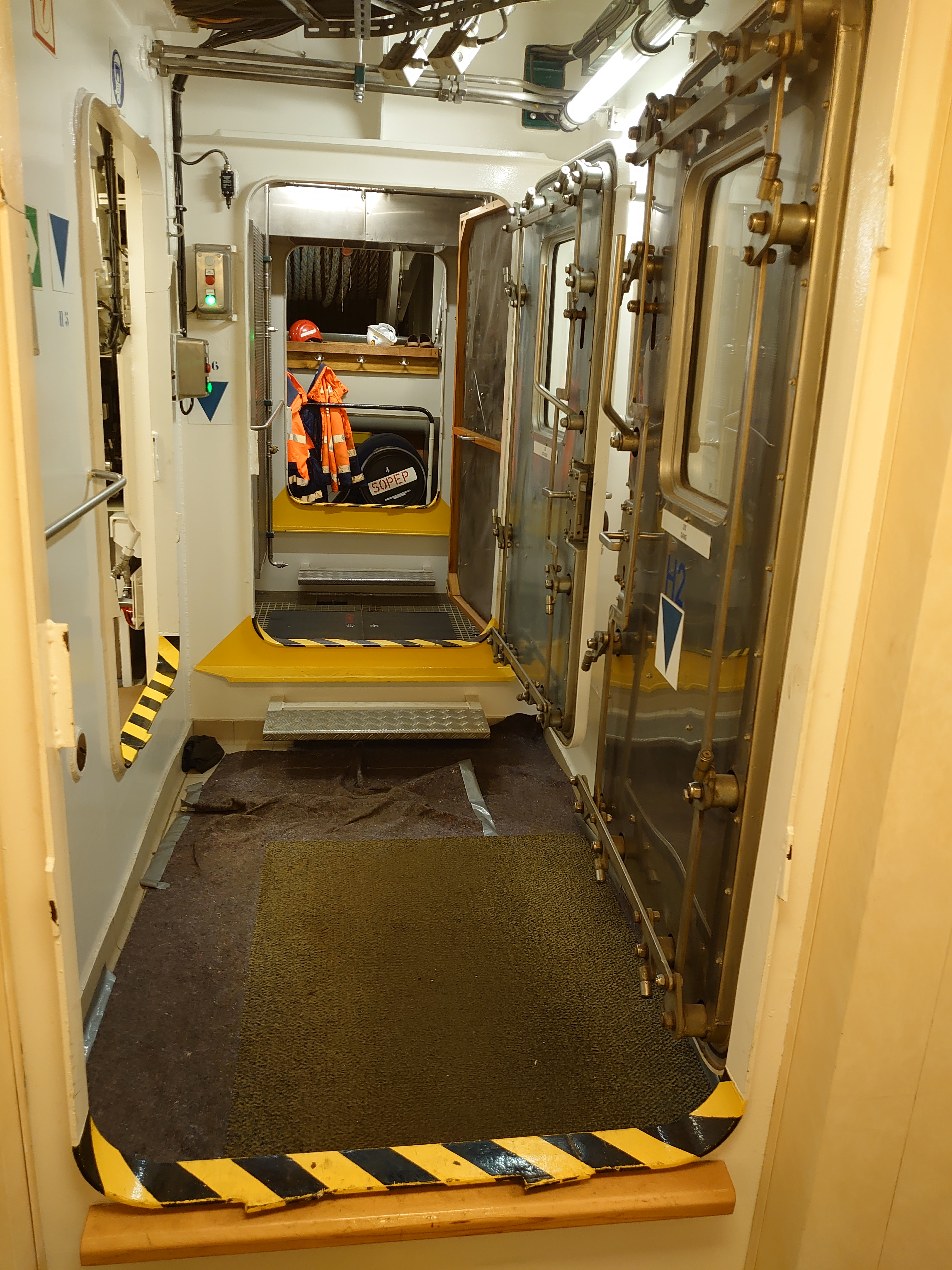
Eine der drei Luftschleusen der Nordic
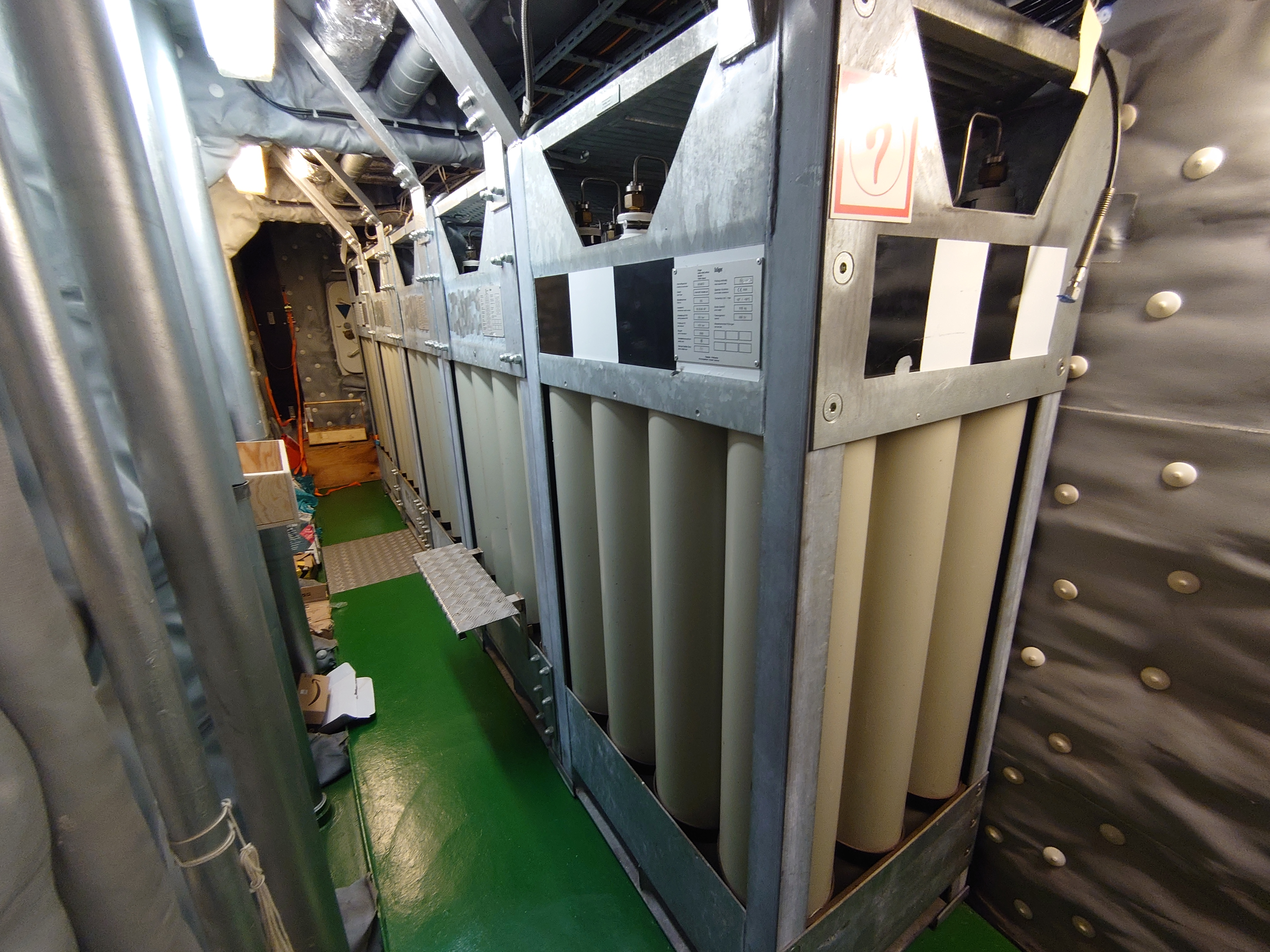
Ein Teil der Atemluft-Hochdruckspeicherflaschen der Nordic
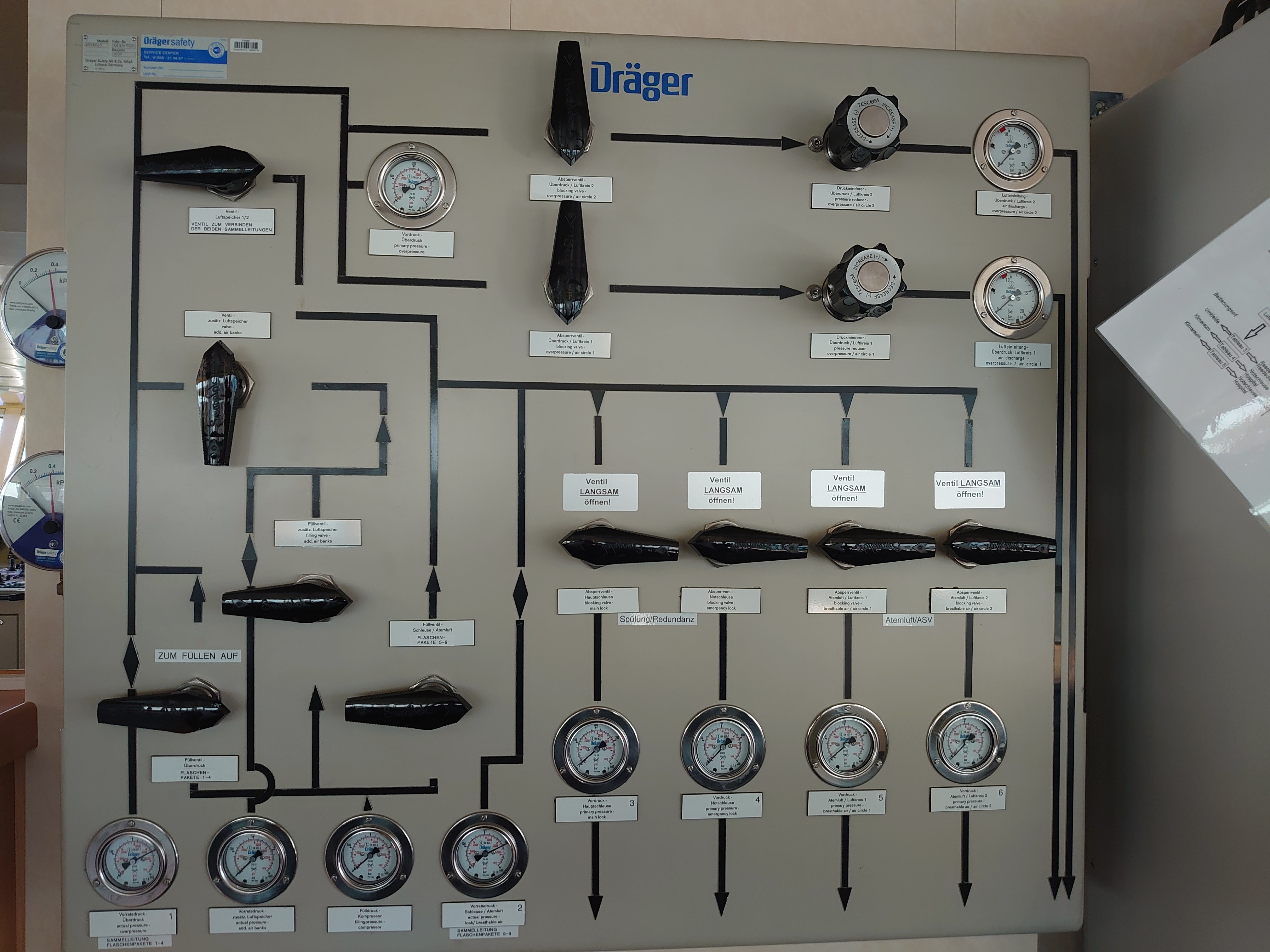
Bedientafel auf der Kommandobrücke der Nordic zur Steuerung der Verteilung der Atemluft

### Sonstiges
Die wichtigsten Steuer-, Bedien- und Anzeigeeinrichtungen auf der Kommandobrücke der Nordic sind vierfach vorhanden, damit das Brückenpersonal an seinen jeweiligen Plätzen immer in Fahrtrichtung blicken kann, unabhängig davon ob sich das Schiff gerade vorwärts, rückwärts oder mit Hilfe seiner Querstrahlruder seitwärts bewegt.
Die Nordic verfügt über insgesamt zwei Schleppseilwinden.
Zum Zwecke der Brandbekämpfung besitzt die Nordic zwei Löschmonitore.

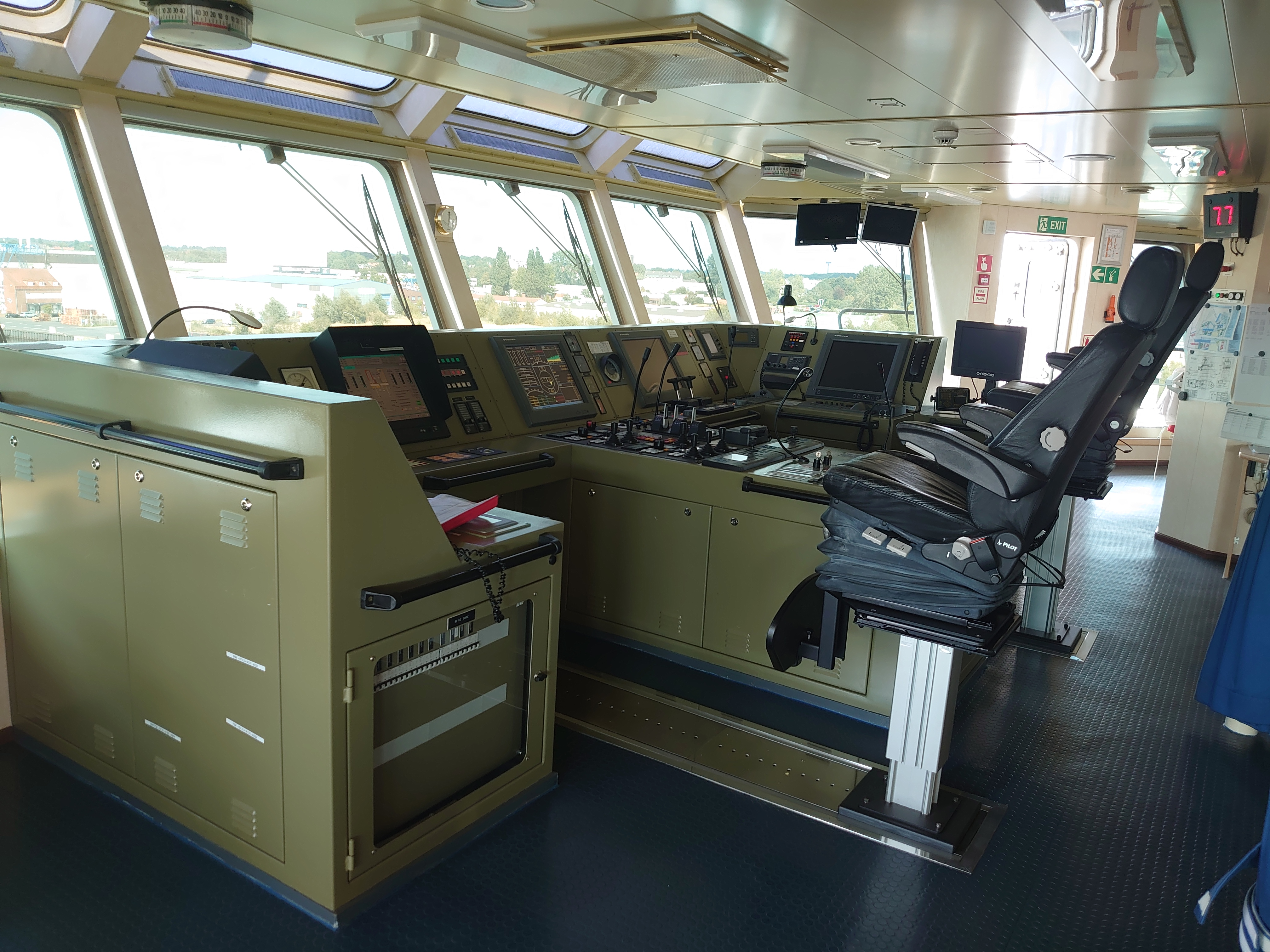
Zum Bug hin ausgerichtete Steuerkonsolen auf der Kommandobrücke der Nordic
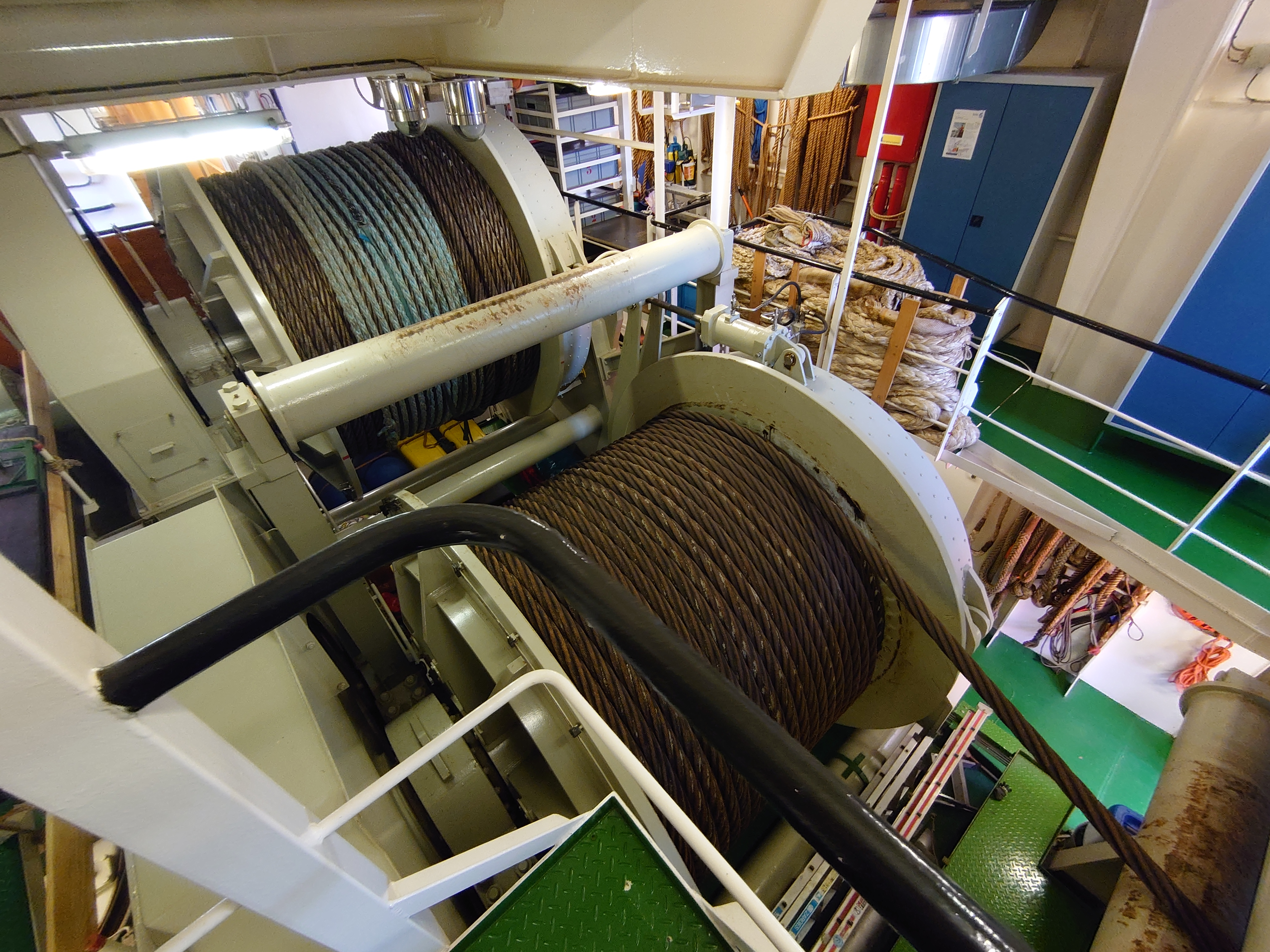
Schleppseilwinden der Nordic
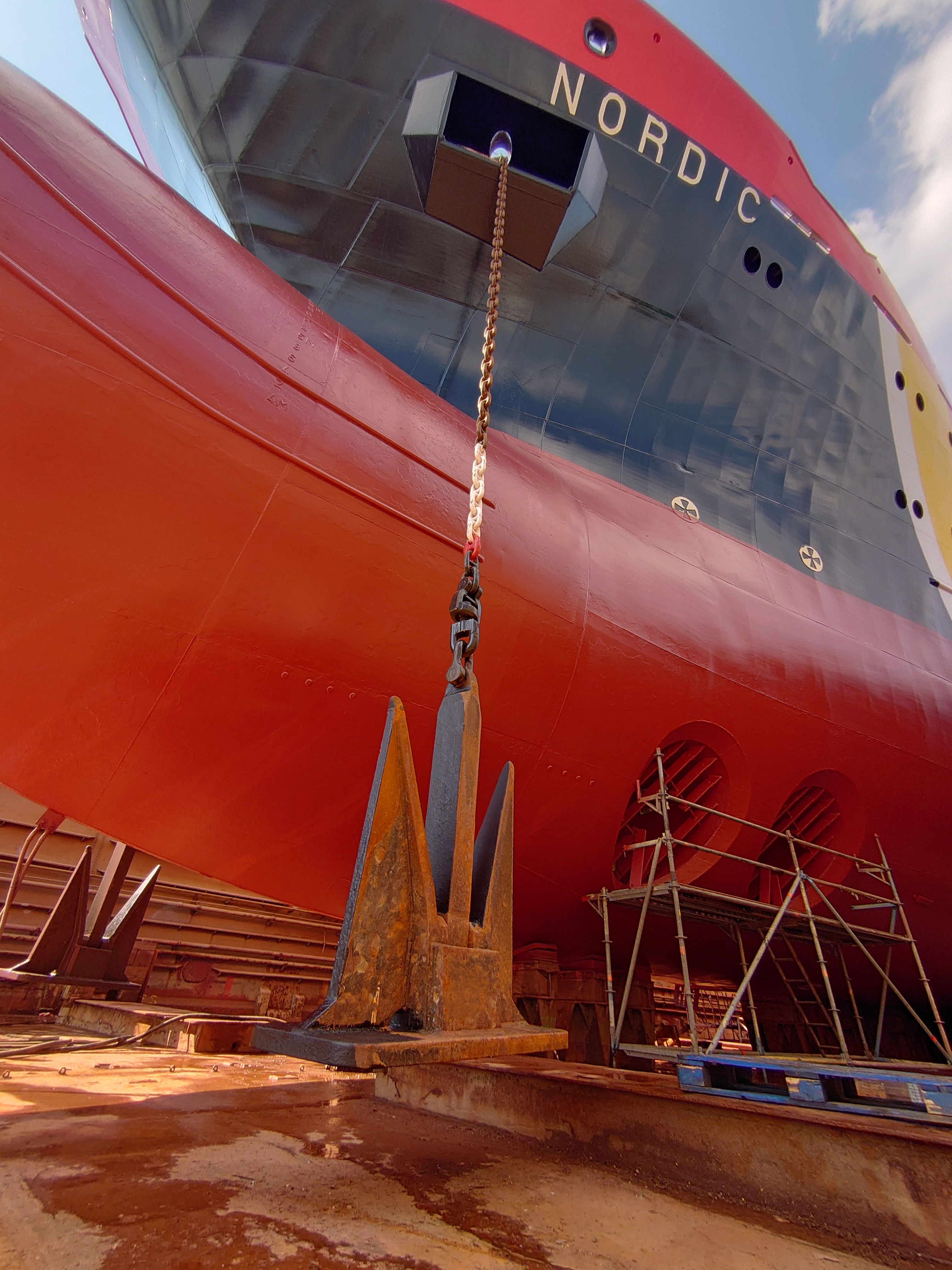
Einer der beiden Anker der Nordic während eines Trockendockaufenthaltes 2020

## Einsätze
Im Jahr 2015 war die Nordic beim Unfall der Purple Beach im Einsatz, der sie sich unter Gasschutzbedingungen bis auf 100 Meter näherte.
Im Jahr 2017 konnte das Stranden der Glory Amsterdam trotz des Einsatzes der Nordic nicht verhindert werden. Die Herstellung der Schleppverbindung hatte sich um mehrere Stunden verzögert, da der chinesische Kapitän der Glory Amsterdam die Nordic zunächst für ein kommerzielles Schiff hielt und das aus seiner damaligen Sicht kostenpflichtige Abschleppen seines Schiffes mehrere Stunden lang verweigerte. Nach einer weiteren Wetterverschlechterung und Fehlern der Schiffsbesatzung der Glory Amsterdam bei der Befestigung des Schleppseils konnte ein zwischenzeitlich per Hubschrauber übergesetztes deutsches Boarding-Team das Stranden des Schiffes nicht mehr verhindern. Um ähnliche Situationen in der Zukunft zu vermeiden, wurde der Rumpf der Nordic im Jahre 2019 unter anderem auch mit den Farbkennzeichnungen der deutschen Küstenwache versehen.
Im Februar 2021 schleppte die Nordic den havarierten niederländischen Stückgutfrachter Peak Bilbao zur Insel Helgoland, wo er an den Schlepper Bugsier 10 übergeben wurde, der die Peak Bilbao nach Wilhelmshaven brachte.
Beim Brand des Autotransporters Fremantle Highway im Juli 2023 vor der niederländischen Nordseeinsel Ameland war die Nordic zur Brandbekämpfung im Einsatz.